# Islandia en los Juegos Olímpicos de Múnich 1972
Islandia estuvo representada en los Juegos Olímpicos de Múnich 1972 por un total de 25 deportistas que compitieron en 4 deportes.  
El portador de la bandera en la ceremonia de apertura fue el jugador de balonmano Geir Hallsteinsson. El equipo olímpico islandés no obtuvo ninguna medalla en estos Juegos.